# Sesué
Sesué ist eine Gemeinde in der Provinz Huesca in der Autonomen Gemeinschaft Aragonien in Spanien. Sie liegt in der Comarca Ribagorza inmitten der Pyrenäen am Fluss Ésera im Tal von Benasque. In Sesué wird wie in Benasque ein als Benasqués bekannter katalanisch-aragonesischer Übergangsdialekt gesprochen.

## Gemeindegebiet
Die Gemeinde umfasst die Orte:
- Sesué
- Sos

## Bevölkerungsentwicklung
| 1991 | 1996 | 2001 | 2004 |
| ---- | ---- | ---- | ---- |
| 75   | 117  | 134  | 130  |

## Sehenswürdigkeiten
- Romanische Pfarrkirche San Andrés de Sos aus dem 12. Jahrhundert
- Einsiedeleien San Saturnino und San Pedro